# Psychiatrie judiciaire
La psychiatrie judiciaire est une spécialité de la psychiatrie qui intervient en criminologie. Elle est utilisée dans les cours de justice. Un psychiatre judiciaire offre ses services à la cour pour l'aider à déterminer, par exemple, si une personne est apte à subir un procès.
Les psychiatres judiciaires sont régulièrement appelés à titre d'expert judiciaire dans les causes criminelles. Souvent, ils préparent un dossier avant de se présenter en cour, où ils donneront leur avis d'expert. Un tel témoin est appelé à témoigner seulement dans les cas où il est impossible de découvrir des faits qui permettent au jury ou au juge de trancher. Thomas Gutheil, Robert Simon et Lisa Gold et d'autres affirment que l'éducation de la cour est un aspect essentiel de l'activité de l'expert judiciaire. En effet, il doit donner son opinion, mais en même temps expliquer sur quelles bases psychiatriques il a forgé celle-ci.